# إيور (كوهسرخ)
إيور (بالفارسية: ايور)، بالحروف اللاتينية Ewar)  هي قرية في مقاطعة كوهسرخ، التابعة لمحافظة خراسان رضوي، إيران. في تعداد عام 2006، بلغ عدد سكانها 2627 نسمة.